# Політика ідентичності

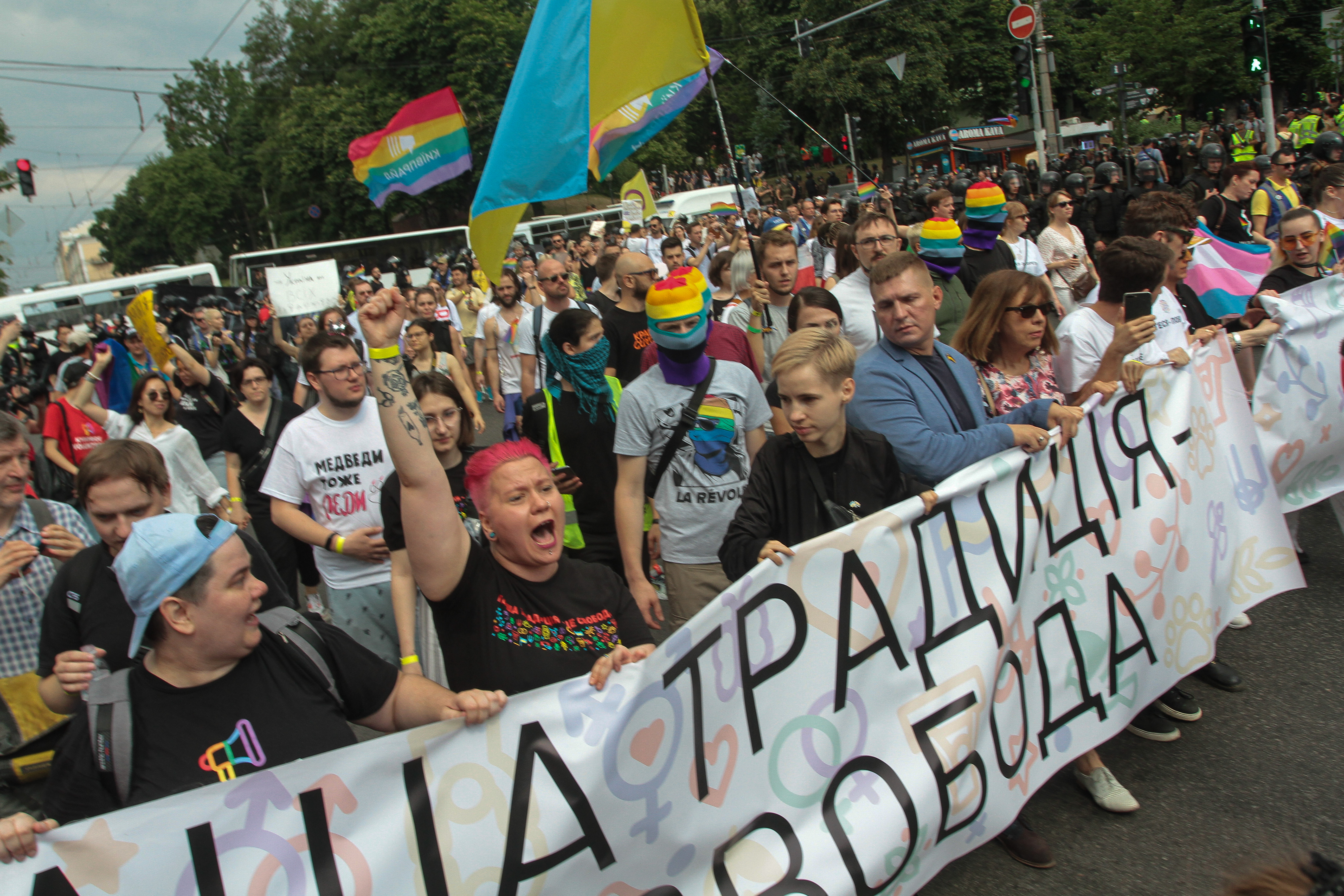
Акція ЛГБТ у Києві

Полі́тика іденти́чності (англ. identity politics) — це політичний підхід, який зосереджений на захисті та просуванні інтересів груп на основі їхньої спільної ідентичності, такої як расова, релігійна, етнічна, сексуальна, соціальна, культурна. Ця політична стратегія передбачає формування коаліцій та мобілізацію груп на основі спільних характеристик з метою боротьби за рівність, справедливість та визнання. Політика ідентичності виходить з припущення, що ідентичні групи стикаються з системними формами дискримінації, нерівності та маргіналізації, і що їхня ідентичність визначає їхній досвід та ставлення до світу. Вона наголошує на важливості визнання та урахування цих ідентичних факторів у політичних процесах і прийнятті рішень. Політика ідентичності може включати такі дії, як організація масових рухів, лобіювання, протести, кампанії зі збору підписів, правову боротьбу, формування ідентичних партій або груп в межах наявних політичних структур тощо.
Метою політики ідентичності є відновлення соціального стану, який було втрачено внаслідок панування домінантної ідентичності. Ідентичність використовується «як інструмент для обґрунтування політичних вимог, просування політичних ідеологій або стимулювання і спрямування соціальних і політичних дій, зазвичай у ширшому контексті нерівності чи несправедливості, з метою утвердження унікальності та групової приналежності, а також здобуття влади й визнання». Термін вживається в англійській мові в різних формах з 1960-х або 1970-х років, але іноді різні групи застосовують його з радикально різними значеннями. Він набув популярності з появою таких соціальних рухів, як феміністичний рух, рух за громадянські права в США, рух ЛГБТ, а також націоналістичні та постколоніальні рухи.

## Історія
Сучасний термін «політика ідентичності» виник у США (identity politics). Нові соціальні рухи, як в Америці, так і пізніше в Європі, сформували унікальний стиль політики. Цей стиль передбачав використання аргументації та формування груп з метою формування ідентичностей у новий історичний спосіб. У США маргінальні групи почали розвивати колективну свідомість, засновану на індивідуальних ідентичностях їхніх членів, ще у 1980-х роках. Початок поклали політичні рухи афроамериканців, за ними рушили феміністичні групи, групи геїв та лесбійок, потім корінних американців, американців азійського та іспаномовного походження, літніх людей, бездомних, колишніх психіатричних пацієнтів, інвалідів та багато інших.
Перше використання терміна приписують «Combahee River Collective», колективу чорношкірих лесбійок, які в 1977 році написали в програмній заяві, що глибша і потенційно радикальна політика випливає безпосередньо з власної ідентичності.
Після обрання Дональда Трампа американським президентом у листопаді 2016 року історикиня Нелл Ірвін Пейнтер підкреслила, що білість перетворилася з немаркованої категорії, яка природно займала соціальний центр, на категорію, яка свідомо мобілізує сили задля забезпечення політичних і соціальних переваг. Політика ідентичності аж ніяк не була справою лише афроамериканців, латиноамериканців, жінок і ЛГБТ, але й білих, гетеросексуальних, які таким чином прагнули відновити своє місце в центрі суспільства, яке, на їхню думку, вони втратили. Таким чином, за словами Френка Фуреді, політика ідентичності «тим часом стала карикатурою на саму себе».

## Визначення
Даніела Клімке (англ. Daniela Klimke) визначає політику ідентичності у Лексиконі соціології як термін, що використовується в культурології для опису визвольних рухів дискримінованих соціальних груп, таких як Рух за громадянські права у Сполучених Штатах. Політика ідентичності також практикується самими постраждалими (наприклад, жінками, геями, грузинами) шляхом прийняття стигматизуючих атрибутів (таких як «нігер», «підор» або «хач»), щоб змінити їхнє значення на протилежне. Політика ідентичності може призвести до асиміляції з ідентичністю більшості, як, наприклад, «одностатеві шлюби»; але вона також може набути сегрегаційних і фундаменталістських рис через перебільшення культурних особливостей. Часто політика ідентичності посилює обґрунтованість соціальних відмінностей (таких як стать або колір шкіри), що потім підтверджує гнітючу соціальну ієрархію та віктимність.
Карстен Шуберт (нім. Karsten Schubert) і Гельґе Швіртц (нім. Helge Schwiertz) визначають політику ідентичності з конструктивістської перспективи політичної теорії як «політичну практику маргіналізованих груп [...], що протистоїть їхньому невигідному становищу в структурах, культурах і нормах суспільства більшості щодо колективної ідентичності [...]. Політика ідентичності спирається на спільні практики, досвід та інтереси, пов'язуючи їх між собою та встановлюючи колективну суб'єктність». Політика ідентичності дозволяє меншинам критично осмислити свій досвід дискримінації та розвинути здатність кидати виклик теперішньому соціальному порядку через своє політичне позиціювання. Оскільки політика ідентичності ставить під сумнів владні відносини, її можна описати як емансипативну, що вимагає нормативного посилання на рівність і свободу.
У більш загальному сенсі Міхаель Шенхут (нім. Michael Schönhut) визначає політику ідентичності як зусилля, спрямовані на те, щоб вплинути на сприйняття культурної категорії чи групи її членами або контролювати те, як її сприймають інші. Вона часто пов'язана з претензіями чи інтересами, які легше відстоювати гомогенній групі в умовах конфліктів щодо національного розподілу. Політика ідентичності завжди передбачає свідоме розмежування між «своїми» (тими, хто належить) та «чужими» (тими, хто виключений, див. Іншування). Важливим елементом є фіксація відмінності Іншого або оригінальної сутності Свого, що має тенденцію нівелювати внутрішні відмінності.

## Критика
На думку Френсіса Фукуями, криза лівих в останні десятиліття збіглася з їхнім поворотом до політики ідентичності та мультикультуралізму. Хоча прагнення до рівності залишається характерним для лівих, їхній порядок денний більше не акцентує на умовах життя робітничого класу, як це було раніше, а радше на бажаннях постійно зростального кола маргіналізованих груп. Для деяких лівих політика ідентичності стала дешевим замінником серйозних роздумів про те, як змінити тенденцію соціально-економічної нерівності, що зберігається в більшості ліберальних демократій протягом останніх 30 років. Славой Жижек наводив подібний аргумент ще в 1998 році, стверджуючи, що постмодерністська політика ідентичності певних (етнічних, сексуальних та інших) стилів життя ідеально узгоджується з деполітизованим уявленням про суспільство. Рассел А. Берман (англ. Russell A. Berman) також вважає, що політика ідентичності нагадує стратегію адміністративної держави «розділяй і володарюй», що призводить до подальшої фрагментації суспільних рухів. Ліві критики, такі як Волтер Бенн Майклз та Сахра Вагенкнехт (остання у своїй книзі «Самовпевнені»), висловлюють підозру, що політика ідентичності являє собою артикуляцію специфічних для певного середовища преференцій економічно привілейованими особами.
Посилаючись на тезу Вальтера Беньяміна 1936 року, який стверджує, що фашистська «естетизація політики» слугує бажанню експлуатованих людей естетично самовиражатися і бути поміченими, наприклад, у військових парадах чи масових спортивних заходах, іспанський філософ Хосе Луїс Пардо з мадридського університету Комплутенсе формулює тезу про те, що після фінансової кризи 2008-2012 років держава відмовилася від політики соціального вирівнювання і рівності на користь просування політики ідентичності, яка є значно дешевшою суто символічною політикою. Найважливішою платформою для цього Пардо вважає соціальні мережі, але стверджує, що вони лише демагогічно маскують нерівність і можуть підірвати консенсус.
З іншого боку, Крістоф Юнке (нім. Christoph Jünke) підкреслює, що політика ідентичності може забезпечити захист від панівної більшості й бути джерелом впевненості в собі. У цьому сенсі вона стає важливою відправною точкою для будь-якої політизації й необхідною передумовою для політичної самоорганізації та самоствердження: «Люди усвідомлюють свою соціальну, культурну, національну чи політичну відмінність, пов'язану з нею несправедливість і можливості опору». Однак політика ідентичності може бути використана панівним класом у власних цілях. Вона може бути інтегрована в нинішнє суспільство, якщо йому вдасться зіштовхнути різні групи, засновані на ідентичності, одна з одною і частково визнати їх як такі. Групи, засновані на ідентичності, наражаються на цю небезпеку, коли визначають себе виключно в опозиції до інших. Їхня боротьба за суспільне визнання тут і зараз, за соціальну участь має тенденцію приносити користь собі коштом інших, якщо вони не ставлять під сумнів і не кидають виклик самим суспільним засадам, які є їхнім власним продуктом.
Американський філософ Річард Рорті стверджує, що ліві «спеціалізуються на так званій «політиці відмінності», або „ідентичності“, або „визнання“: ліва політика більше переймається стигматизацією, ніж грошима, більше переймається глибоко вкоріненими і прихованими психосексуальними мотивами, ніж прозаїчною і очевидною жадібністю». Вони прагнуть спільноти, яка конституюється через постійну боротьбу за ідентичність, але при цьому важливо руйнувати усталені ідентичності.
Це застереження сьогодні посилює американський політолог Марк Лілла (англ. Mark Lilla). Він описує політику ідентичності в Сполучених Штатах як «катастрофічно погану основу для демократичної політики». В останні роки «американський лібералізм впав у своєрідну моральну паніку через питання етнічної, гендерної та сексуальної ідентичності, що спотворює його послання і блокує його здатність стати об'єднуючою, керуючою силою». Лілла вважає ліву політику ідентичності відповідальною за перемогу Дональда Трампа на виборах. Ненсі Фрейзер додає, що проблемою є не політика ідентичності як така, а її союз з неолібералізмом, який вона називає «прогресивним» неолібералізмом. Виборці Трампа в «іржавому поясі» голосували насамперед проти соціального демонтажу, а не проти рівності вразливих груп.
Емма Даулінг, Сілке ван Дейк і Штефані Ґрефе відповідають на такі заперечення, оцінюючи, що термін «політика ідентичності» став всеосяжним шифром для проблем лівих і їхньої відповідальності за успіх нових правих у нинішніх дебатах. Вони відкидають звинувачення в тому, що політика ідентичності є партикуляристською і тим самим підриває універсалізм боротьби за соціальну справедливість. Вони стверджують, що первинний імпульс багатьох соціальних рухів, які сьогодні називають «політикою ідентичності», був справді суспільним в цілому. На їхню думку, політика ідентичності в цих випадках не означає, що соціально ізольована група займається своїми специфічними проблемами, а скоріше, що невдоволення, яке вражає серце суспільства, висвітлюється з маргінальної перспективи. Втім, автори визнають, що підкреслення певних ідентичностей іноді може стати самоціллю, втрачаючи свій загальний політичний імпульс.
Ніколай Гук (нім. Nikolai Huke) наголошує на успіхах феміністичних, гей-лесбійських та антирасистських рухів, що політизуються на ідентичності, і вбачає в терміні «політика ідентичності» цапа-відбувайла для консервативних акторів, що виконує наклепницьку функцію. Він вважає, що дискурс навколо політики ідентичності з консервативного боку тісно пов'язаний з моральною панікою, політкоректністю як «консервативним бойовим терміном» і фігурою здорового глузду, спрямованою проти просвітництва.
Фолькер Вайс (нім. Volker Weiß) зазначає, що політичні праві привласнили гасла політики ідентичності. Коли сексуальні чи етнічні меншини вимагають захисту своєї ідентичності, вони хочуть того ж самого. Новий білий націоналізм у Сполучених Штатах, за яким уважно спостерігають праві в Німеччині, аргументує саме так. Вони прагнуть просторової сегрегації, «безпечного простору» для неєврейських білих. Зовнішнє послання просте: «Якщо ви не ставите під сумнів культурні особливості іммігрантів, то ми також не терпітимемо критики на нашу адресу, але вимагатимемо „поваги“». Праві визнали, що цей дискурс всеохоплюючої уважності буде кінцем будь-якої соціальної критики, кінцем лівих.
Самуель Зальцборн (нім. Samuel Salzborn) критикує «колективно репресивну» політику ідентичності, яку він бачить у таких підходах, як критичні дослідження білості, як майже ідентичну волькістським концепціям крайніх правих. За його словами, більше немає плюралістичної дискусії про цілі та зміст; натомість ця політика ідентичності зводить «все і всіх до передбачуваної ідентичності та ієрархічних, антиемансипативних уявлень про незворотні „мовленнєві позиції“ в суспільстві». Боротьба за ідентичності замінює «емансипацію репресіями».
Томас Бібріхер (нім. Thomas Biebricher) сумнівається, що прихильники політики ідентичності можуть покладатися на постструктуралістів, таких як Мішель Фуко та Жак Дерріда, які звинувачували їх, власне, в есенціалізмі. Він цитує інтерв'ю з Фуко 1982 року: «Наше ставлення до самих себе має бути не ідентичністю, а диференціацією, відтворенням та інновацією. Бути весь час однаковими - це справді нудно».
З іншого боку, Карстен Шуберт (нім. Karsten Schubert) і Хельге Швертц (нім. Helge Schwiertz), спираючись на постструктуралістську та радикально-демократичну теорію, стверджують, що політичні ідентичності не є есенціалістськими за своєю суттю, а виникають у процесі соціального та політичного конструювання. Вони активно конструюються, вивчаються та практикуються через політичні (суб)культури та рухи. Вони стверджують, що політиці ідентичності притаманна постійна критика есенціалізації та виключення.
Брендан О'Ніл (англ. Brendan O'Neill) припустив, що політика ідентичності спричиняє (а не просто визнає і діє) політичні розколи на основі соціальної ідентичності. Таким чином, він протиставляє політику звільнення геїв і політику ідентичності, кажучи «[Пітер] Тетчелл також колись був прихильником політики визволення, яка заохочувала геїв відкрито жити і брати участь у житті суспільства. Тепер ми маємо політику ідентичності, яка запрошує людей залишатися всередині, дивитися всередину, зациклюватися на тілі та собі, оточувати себе моральним силовим полем, щоб захистити свій світогляд — який не має нічого спільного зі світом — від будь-яких запитань»